# Glândula oxíntica
Glândulas oxínticas são glândulas presentes na mucosa gástrica.
As glândulas oxínticas secretam o ácido clorídrico, pepsinogênio, fator intrínseco e muco, e a partir de 1999 foi descoberta a produção da grelina, hormônio oroxigênico, ou seja, ativador do apetite e ainda com ação indireta, porem positiva, sobre o hormônio do crescimento GH.
Essa classificação consiste em 4 tipos de células diferentes: células mucosas superficiais e do pescoço (que secretam muco, água e bicarbonato), células parietais (que secretam HCl, Fator Intrínseco, lipase gástrica, amilase gástrica e gelatinase), células principais (que secretam pepsinogênio - forma inativa da pepsina - e gastrina) e células enterocromafinas (que secretam histamina - somente depois de estimuladas pela gastrina e acetilcolina).